# François de Caldarola
Francesco Piani, connu comme bienheureux François de Caldarola (Caldarola vers 1424 – Camporotondo di Fiastrone, 1507), est un prêtre et franciscain observant italien.
Il est vénéré comme bienheureux par l'Église catholique et fêté le 13 septembre.

## Biographie
Il existe peu de documents qui attestent des étapes de sa vie et le fait que son nom soit encore très vénéré est principalement dû au culte fervent que la population de Caldarola lui consacre depuis sa mort. Le nom de famille Piani, toujours présent à Caldarola, est lié, selon la tradition, au lieu où il est né, c'est-à-dire dans la zone de Caldarola appelée Pian de 'Bussi.
Il obtient son ordination sacerdotale en 1449, après avoir mené les études de sciences humaines et de droit dans le couvent de Colfano à Camporotondo di Fiastrone. Il doit étudier la rhétorique étant donné son activité ultérieure en tant que prédicateur. Les thèmes les plus courants de la prédication franciscaine sont contre le blasphème, le jeu, l'escroquerie, la fraude et la spéculation qui sont presque toujours l'antichambre de l'usure. L'intense prédication des Observants contre l'usure voit une application concrète dans la création de nombreux monts-de-piété qui offrent un prêt sans intérêt.
Vers le milieu du XVe siècle, près de la porte de la ville, sur les murs de Caldarola, située en contrebas du village, en vertu d'un vœu fait à la Vierge par Gentile Barlese, est construite la Chiesiola sous le titre de Santa Maria della Misericordia et le bâtiment devient le cœur de l'activité de François Piani. En fait, c'est ici qu'en 1483, il établit la confrérie de la Miséricorde (du nom de l'Église), dans le but d'élever les âmes par de pieuses pratiques de dévotion, de pénitence et d'exercice de la charité. Plus tard, la municipalité confie également à cette confrérie la gestion de l'hôpital d'Annunziata, donnant ainsi naissance à une institution importante pour laquelle le frère dicte en 1495 un statut très détaillé appelé Codicillo. En 149, le frère François commande un tableau au talentueux peintre Lorenzo d'Alessandro pour officialiser l'institution du mont-de-piété qui, depuis lors, est grandement vénéré par la population de Caldarola : le tableau de la Madonna del Monte.

## Culte
À sa mort, son corps est placé dans l'église du couvent de Colfano où il se trouve encore aujourd'hui. Il est béatifié en 1634 par le pape Urbain VII et son culte est confirmé par Grégoire XVI le 1er septembre 1843.